# ISO 3166-2:FM

Föderierte Staaten von Mikronesien

Die Liste der ISO-3166-2-Codes für  Föderierte Staaten von Mikronesien enthält die Codes für die 4 Staaten der Föderation.

Die Codes bestehen aus zwei Teilen, die durch einen Bindestrich voneinander getrennt sind. Der erste Teil gibt den Landescode gemäß ISO 3166-1 (für  Föderierte Staaten von Mikronesien FM), der zweite den Code für den Staat wieder.
Die aktuellen Codes stehen auf der Seite der ISO unter #iso:code:3166:FM zur Verfügung.

| Staat   | Code   |
| ------- | ------ |
| Chuuk   | FM-TRK |
| Kosrae  | FM-KSA |
| Pohnpei | FM-PNI |
| Yap     | FM-YAP |